# 大分県道518号朝地停車場線
大分県道518号朝地停車場線（おおいたけんどう518ごう あさじていしゃじょうせん）は、大分県豊後大野市を通る一般県道である。

## 概要
JR九州豊肥本線 朝地駅前から国道442号に至る。

### 路線データ
- 起点：大分県豊後大野市朝地町朝地[1]（JR九州豊肥本線 朝地駅前）
- 終点：大分県豊後大野市朝地町朝地[1]（国道442号交点）

## 歴史
- 1959年（昭和34年）3月31日 - 大分県告示第274号により、県道朝地停車場線として路線認定される（当時の整理番号は54）[2]。
- 1973年（昭和48年）4月2日 - 大分県告示第250号により朝地停車場線として路線認定[2]。

## 地理

### 通過する自治体
- 豊後大野市

### 交差する道路
| 交差する道路 | 交差する場所 | 交差する場所 |
| ------------ | ------------ | ------------ |
| 国道442号    | 朝地町朝地   | 終点         |

### 沿線
- JR九州豊肥本線 朝地駅